# Гартвіґ Лоґер
Гартвіґ Лоґер (нім. Hartwig Löger; нар. 15 липня 1965, Зельцталь, Ліцен, Штирія, Австрія) — австрійський підприємець і державний діяч, міністр фінансів Австрії з грудня 2017 року. Віце-канцлер Австрії з 22 травня 2019 року (в рамках перехідного уряду), через тиждень почав виконував обов'язки канцлера на посаді в службовому уряді. Цей пост займав протягом тижня.

## Біографія
Народився 15 липня 1965 року в місті Зельцталь.
Ріс у Штирії, в 1983 році закінчив гімназію Stiftsgymnasium Admont у Адмонті. Спочатку вирішивши зробити кар'єру військового пілота, здавав іспити в школу Offiziersanwärterausbildung Збройних сил Австрії, але внаслідок травми коліна був комісований. Вирішив зайнятися страховим бізнесом і в 1987-1988 роках відвідував курси з економіки страхування у Віденському економічному університеті, а з 1999 по 2001 рік пройшов навчання з міжнародного менеджменту (IMEA) в Університеті Санкт-Галлена.
З 1985 по 1989 рік Легер працював менеджером по роботі з клієнтами (страховим брокером), потім до 1996 року працював менеджером з продажів страхової компанії Allianz Versicherungs AG в Штирії. Після цього до 1997 року працював помічником керівника в страховій групі Grazer Wechselseitige і до 2002 року — менеджером з продажу в Donau Versicherung AG.

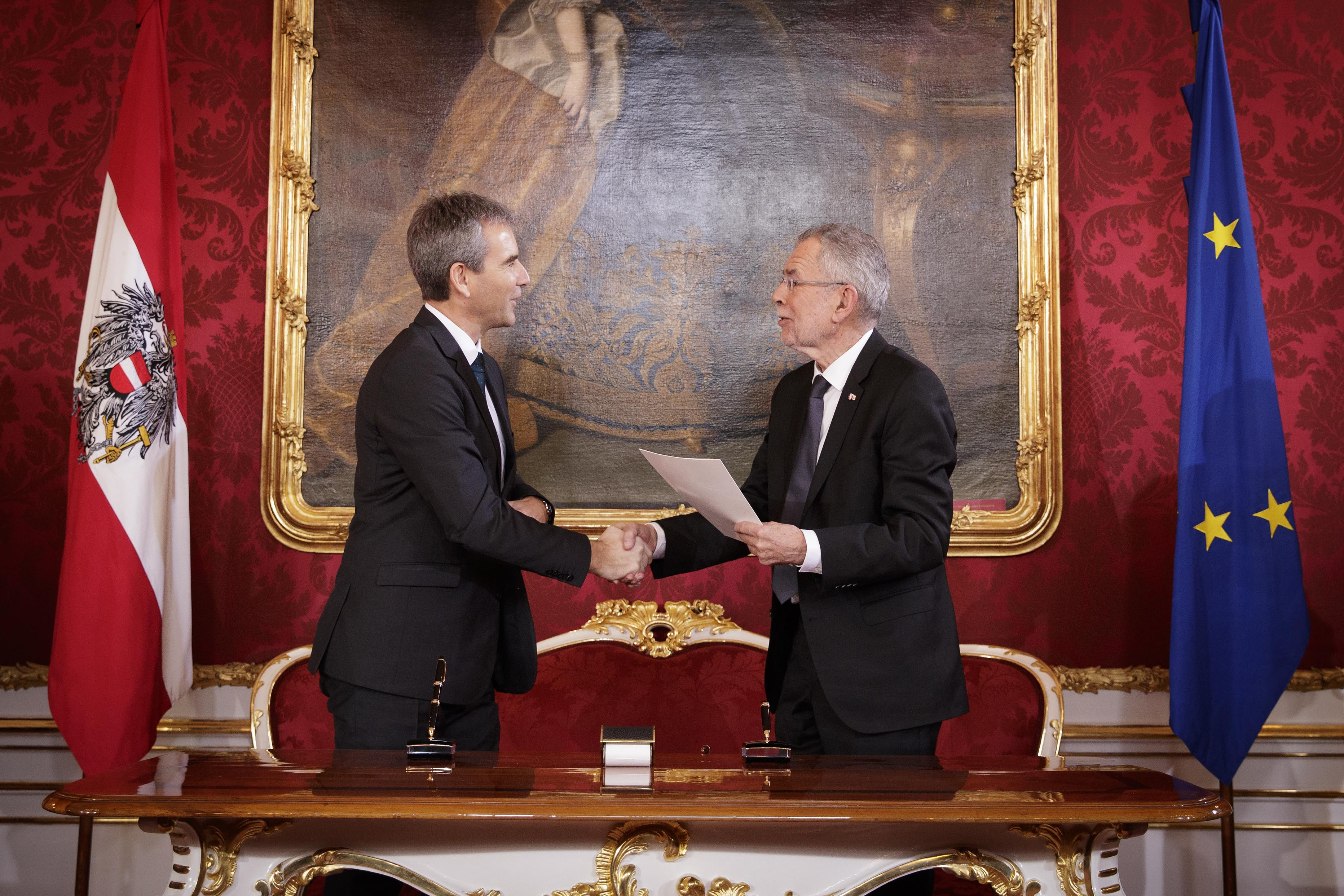
Призначення нового федерального уряду президентом Ван дер Белленом (Легер зліва)

З 2002 по 2017 рік Хартвіг Легер працював в страховій групі UNIQA: спочатку в ролі керуючого директора UNIQA International Versicherungs-Holding GmbH (до 2005 року) і в якості керівника відділу ексклюзивних продажів (до 2011 року). У 2011 році він став членом виконавчої ради UNIQA Versicherungen AG і потім генеральним директором UNIQA Austria (з 2013 року — UNIQA Österreich Versicherungen AG). У грудні 2017 року Легер перейшов на державну службу, ставши Міністром фінансів Австрії, в UNIQA Österreich його замінив Курт Свобода ( Kurt Svoboda).
Легер з 2014 року по лютий 2018 року був президентом Спортивного союзу Австрії. З вересня 2011 року є членом віденської організації Österreichischer Wirtschaftsbund, а також членом католицької організації Markomannia-Eppenstein братства Mittelschüler-Kartell-Verband (MKV).
На пост Міністра фінансів Хартвіг Легер був призначений від Австрійської народної партії. Він одночасно є з січня 2018 року членом комітету Österreichische Industrieholding GmbH (в даний час називається Österreichische Beteiligungs AG). Цей комітет управляє інвестиціями в Австрії, а також бере участь у наглядових радах компаній з державною участю.

## На чолі уряду
22 травня 2019 року, в ході урядової кризи, призначений віце-канцлером перехідного уряду. Ще через тиждень зайняв пост канцлера за посадою в службовому уряді. 3 червня він залишив цей пост.

## Родина
Одружений, має двох дітей, проживає у Відні.